# Круки (Латвия)
Кру́ки (латыш. Kruki) — населённый пункт в Резекненском крае Латвии. Входит в состав Силмалской волости. Находится на правом берегу реки Малта. Расстояние до города Резекне составляет около 39 км. По данным на 2018 год, в населённом пункте проживало 312 человек.

## История
В советское время населённый пункт был центром Крукского сельсовета Резекненского района. В селе располагалась центральная усадьба колхоза «Ленинец».